# Celaena protensa
Celaena protensa är en fjärilsart som beskrevs av Barend J. Lempke 1965. Celaena protensa ingår i släktet Celaena och familjen nattflyn. Inga underarter finns listade i Catalogue of Life.